# Lalín de Arriba
Lalín de Arriba es un lugar de la parroquia y municipio de Lalín en la Comarca del Deza, Provincia de Pontevedra. Según el Padrón Continuo del Instituto Nacional de Estadística, en el año 2023 tenía 262 habitantes (130 hombres y 132 mujeres).

## Historia
En el lugar existía una villa propiedad de los condes de Deza, donde se levantó lo que llegaría a ser el monasterio benedictino de San Martín. Según una escritura de dotación de 4 de mayo de 1019 la fábrica fue subvencionada por Adosinda Gundesteiz, bisnieta de los condes. La fundación correspondió a Arias Peláez, obispo de Mondoñedo, «… que primeramente edificó en este lugar y echó los cimientos de la casa del Señor e iglesia santa, el día de San Román». Adosinda donó propiedades y siervos, así como vestiduras litúrgicas, campanas, cálices y cruces de plata, incensarios, un díptico, una lámpara de bronce y libros eclesiásticos (salterios, antifonarios y la Regla de san Benito, entre otros). El monasterio, cercano al Camino de Santiago, tenía encomendado el cuidado de pobres y acogimiento de peregrinos. Su iglesia honraba al Salvador, a la Virgen y a San Martín Obispo. La fecha de la decadencia del monasterio, del que no quedan vestigios, es incierta: de la segunda mitad del siglo XI al XIII.
La iglesia románica de San Martín que se conserva, de finales del siglo XII o principios del XIII, que no tiene relación con la primitiva prerrománica desaparecida, estuvo a punto de ser demolida para utilizar sus piedras en la construcción de la nueva iglesia de Nuestra Señora de los Dolores de Lalín. Efectivamente, ya se había adjudicado la obra previendo que la ejecución de los muros y torre de ésta se hiciera con los materiales derivados del derribo ‘de la Iglesia Vieja llamada de Lalin de Arriba’. El valor de dichos materiales sobre los que había adquirido derecho el contratista de la obra se estimaba, tomados en cuenta los gastos en jornales, demolición y acarreo, en la cantidad de dos mil quinientas pesetas, pero el 15 de octubre de 1905 se evitó el derribo merced a la iniciativa popular, con el apoyo de Benito Murúa López, obispo de Lugo:

Pero los vecinos de Lalín de Arriba, consiguieron que su antigua iglesia no fuese demolida. Según un documento firmado el 15 de octubre de 1905 ante el notario don Domingo Enrique Aller, ocho feligreses [...] junto con el Obispo de Lugo, don Benito Murúa López, le compran la iglesia al contratista y al subcontratista por dos mil quinientas pesetas, de las cuales mil pesetas las pagó el Obispo Sr. Murúa y  el vecindario contribuyó con 1500 pesetas. Gracias a estos tan oportunos y afortunados actos, no fue derribada, como tantas otras, la pequeña y preciosa iglesia que data del siglo X (año de 970).
Parroquia de Lalín, Historia

La cantidad de 1500 pesetas equivale al sueldo anual de un profesional de la época, máxime si se compara con el reciente y drásticamente reducido “presupuesto para el clero no mitrado” de 1931, que contempla para un cura de parroquia, “siempre que fuera mayor de cincuenta años y resida en ella”, un sueldo anual de tan solo 525 pesetas. Por tanto se trata de una suma muy importante para los ocho labradores adquirientes en 1905, que con su iniciativa lograron la conservación de una iglesia del siglo X. 
De acuerdo con la encíclica Rerum novarum de León XIII en 1891 donde defiende a ultranza la propiedad privada (iusnaturalismo) frente a la voracidad del empresariado, los herederos de aquellos vecinos son justamente propietarios, aún hoy, en un 60%, pero al no ser enteramente diocesana ni haber sido oportunamente ‘dotada y donada’, el ocasional culto en esa iglesia depende, en cada caso, del acuerdo puntual con el párroco.

### Actualidad
Constituyó parroquia propia hasta que en 1890, año de la reforma parroquial de la diócesis de Lugo, se unió Lalín de Arriba (San Martín) con parte de San Cristóbal de la Peña (San Cristovo da Pena) para formar la nueva parroquia de Santa María de los Dolores.  Con todo, en 2018 el gobierno lalinés seguía considerando a Lalín de Arriba como parroquia, con su correspondiente alcalde de barrio.

## Galería

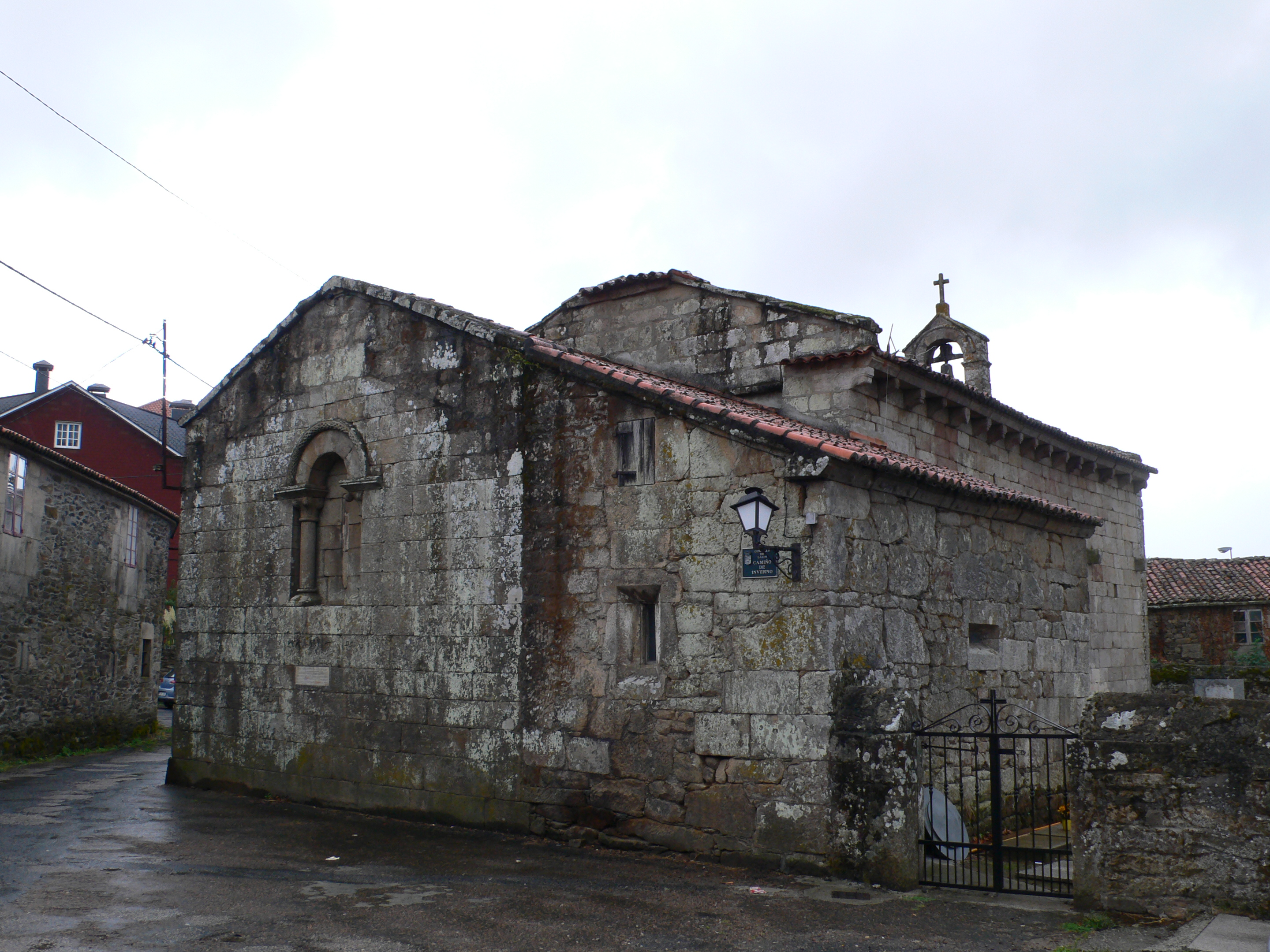
Perspectiva general con el ábside y su ventana central en primer plano. Al fondo, arriba, se divisa la espadaña que corona la fachada principal occidental.
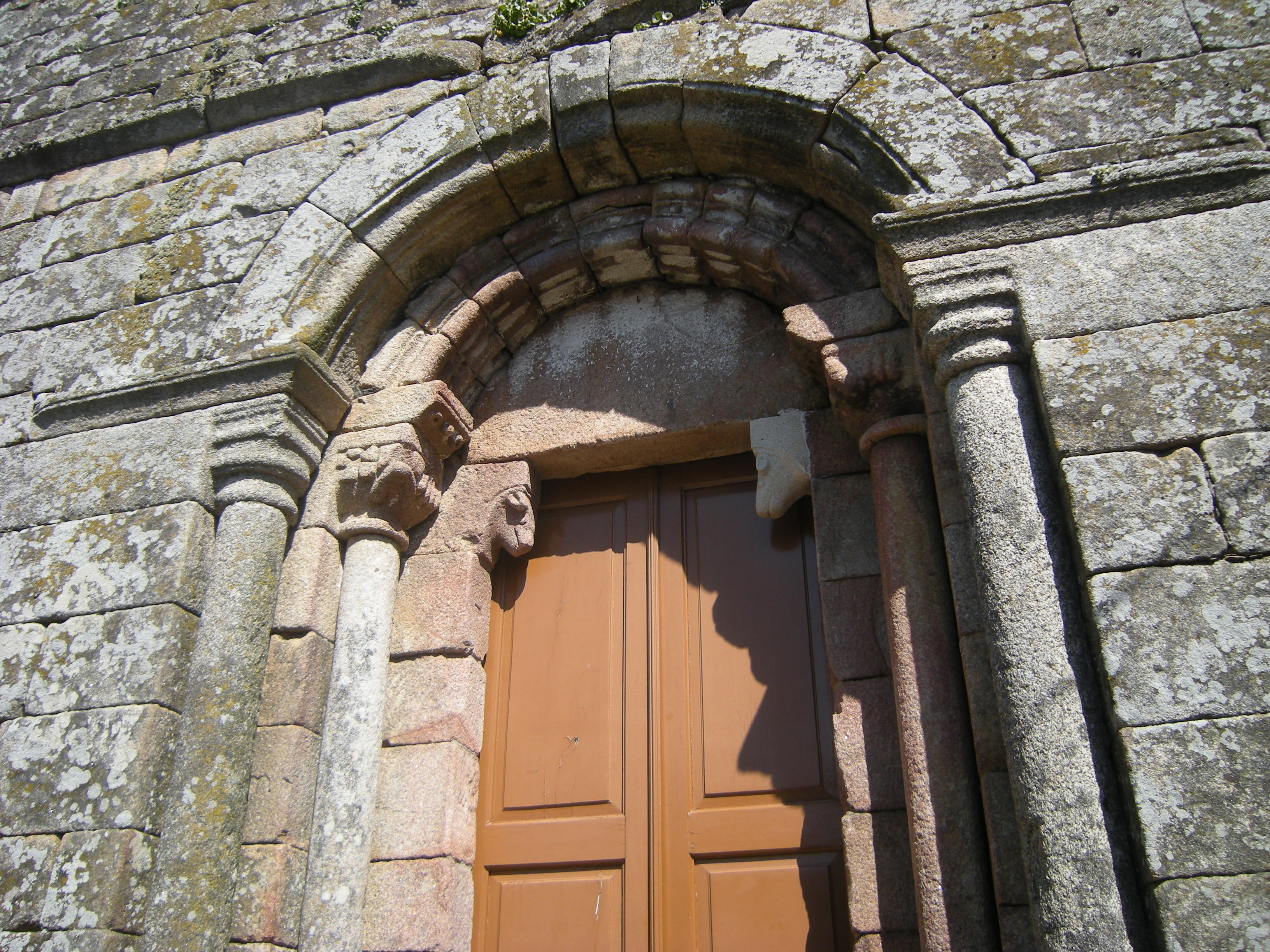
Portada principal occidental con dos arquivoltas. De las dos ménsulas con forma de cabeza animal que soportan el tímpano la de la izquierda es original; la otra es una reproducción hecha en los años ochenta.
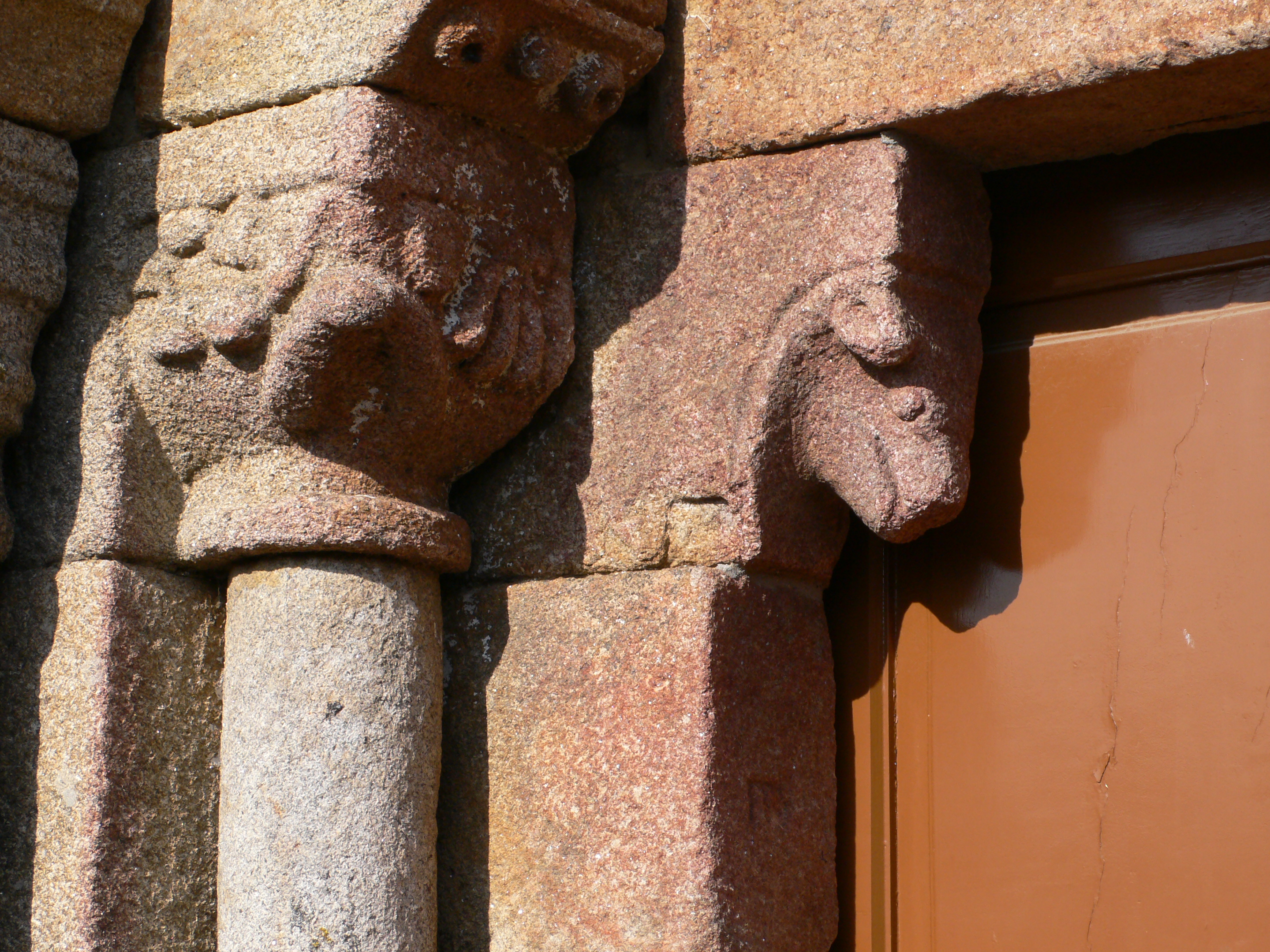
Portada principal. Detalle del Capitel de la Arquivolta interior y la ménsula izquierdas.
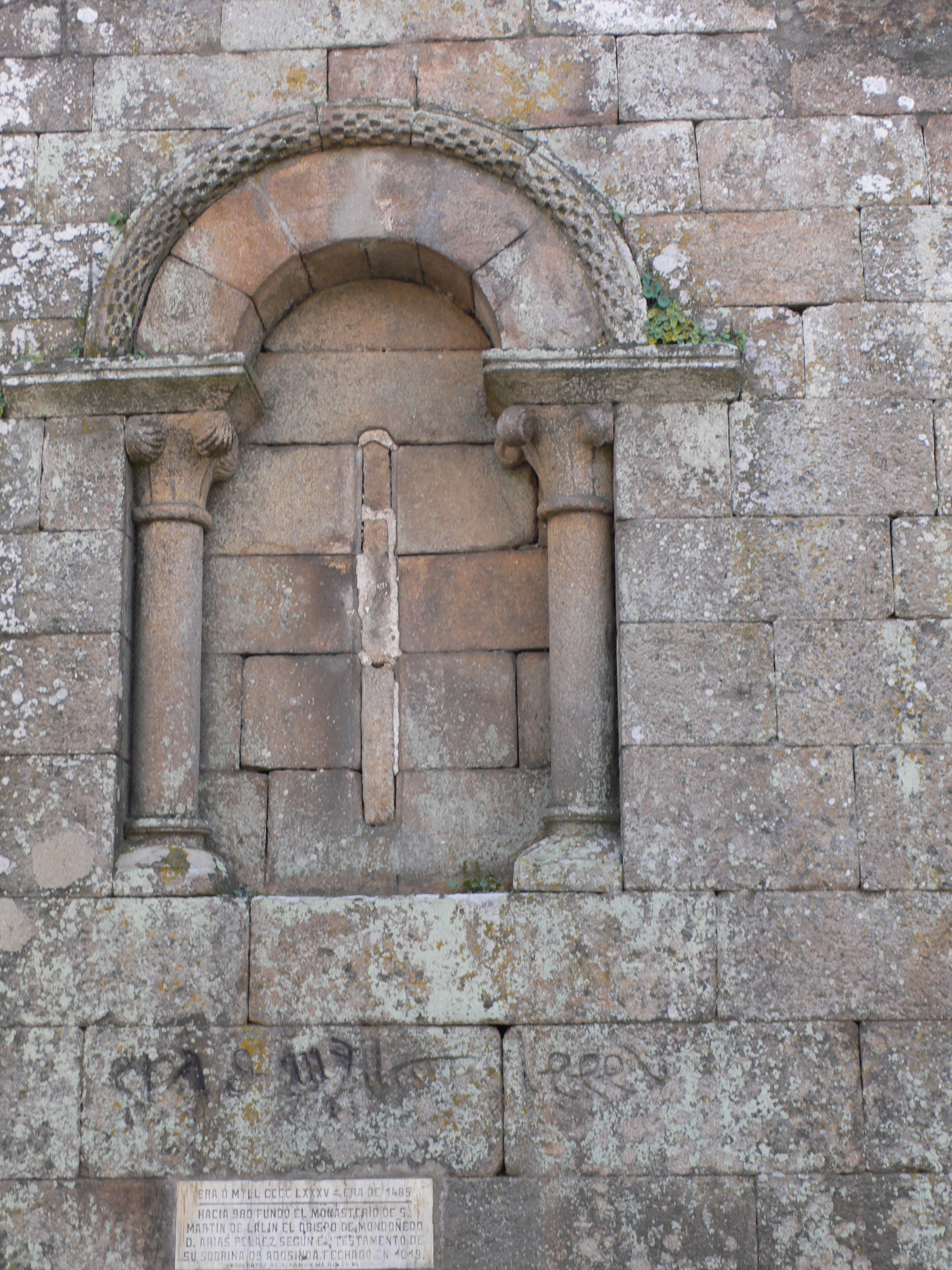
Ventana del Ábside con una arquivolta semicircular y una saetera en el centro, actualmente cegada.